# Ítalo Passalacqua
Ítalo César Passalacqua Campos (Santiago, 3 de octubre de 1945-Quintero, 29 de septiembre de 2018) fue un periodista de espectáculos y crítico de cine chileno.

## Biografía
Fue hijo del farmacéutico Ángel Passalacqua y de María Campos Vallejos. 
Estudió en el Instituto de Humanidades Luis Campino. Cursó un año de teatro en el Teatro Municipal de Santiago. Tuvo una breve carrera como actor, apareció en un acotado rol de la película Regreso al silencio (1967) de Naum Kramarenco. Fue cantante en el grupo musical Los Hidalgos.
Tras un breve paso por la carrera de psicología, estudió periodismo en la Universidad de Chile, carrera en la cual se tituló el 3 de enero de 1978.
En 2001 asumió su homosexualidad, en una entrevista a la revista Caras. En 1981 inició una relación con Patricio Herrera, quien fue su pareja hasta su muerte. Passalacqua y Herrera se unieron civilmente en octubre de 2015.
El 7 de abril de 2014 sufrió un accidente automovilístico en la comuna de La Reina, que lo mantuvo hospitalizado por varios meses y en una intensa rehabilitación. En enero de 2016 sufrió una caída en su casa, por lo que debió ser operado.
Falleció en la mañana del 29 de septiembre de 2018 en su residencia en Quintero. A pesar de que según versiones preliminares se señaló como causa de muerte una «obstrucción de la vía aérea» ocurrida mientras desayunaba, los peritajes concluyeron que su deceso ocurrió por un paro cardiorrespiratorio.

## Trayectoria
Se inició en el periodismo de espectáculos por iniciativa de la periodista y crítica de cine María Romero. Hizo su práctica en El Mercurio. Fue editor periodístico del programa Martes 13 de Canal 13 durante la década de 1980.
Emigró a Televisión Nacional de Chile (TVN) donde fue comentarista de espectáculos en el matinal Buenos días a todos y, en ocasiones, de los noticiarios Noticias y 24 horas. En el canal estatal también ejerció como jurado en los programas Noche de juegos y Rojo fama contrafama.
En junio de 2004 se integró a Chilevisión, para desempeñarse como comentarista de farándula y cine en el programa SQP. Participó en otros espacios del mismo canal como Chilevisión noticias, ¿Cuánto vale el show? (donde fue jurado), el matinal Gente como tú y Fanáticos del baile —programa dedicado al seguimiento de Fiebre de baile—. Iba a ser panelista de late show de Felipe Avello, que no alcanzó a salir al aire, llamado La tiendita late.
En prensa escrita trabajó haciendo crítica de espectáculos en La Segunda y la revista Ercilla, donde fue subdirector de arte y espectáculos. Fue presidente de la Asociación de Periodistas de Espectáculos (APES) en los períodos 2001-2002 y 2003-2004.
En febrero de 2015, Passalacqua y Patricio Herrera marcaron un hito al ser la primera pareja gay en desfilar por la alfombra roja de la gala del Festival de Viña. En agosto de ese año, y tras los diversos problemas de salud que tuvo luego de su accidente, dejó de realizar sus comentarios de cine en Chilevisión noticias y al mes siguiente salió de SQP, marcando su salida definitiva de la televisión.

## Controversias
En febrero de 2001 fue increpado en el Festival de Viña del Mar por uno de los integrantes del dúo humorístico Millenium Show, tras lo cual fue abucheado por el público. En entrevistas posteriores se refirió a los insultos homofóbicos que recibió del público, tras declararse homosexual. La entrevista que le realizó Fernando Paulsen en agosto de 2001 para El triciclo fue censurada en varias partes por los ejecutivos de Canal 13, entonces controlado por la Pontificia Universidad Católica de Chile.
En 2004, en el programa Primer plano de Chilevisión, afirmó que «[estar] con un niño de 15 o 16 años» no podía ser considerado pedofilia. A pesar de que se retractó, al decir que «no aclaré nunca que hacía referencia a cosas particulares que conozco», fue despedido de TVN.
Debió enfrentar al Poder Judicial por declaraciones sobre otras figuras públicas. En 2002 Cristián de la Fuente se querelló contra el periodista, quien había hecho insinuaciones sobre el pasado del actor. Misma acción judicial emprendió Iván Zamorano en 2004, acusándolo de injurias y calumnias por sus declaraciones tras la cancelación del matrimonio entre el futbolista y Kenita Larraín, causa penal de la cual fue sobreseído en 2005. En 2008, fue demandado en el fuero civil por Felipe Camiroaga, debido a que Passalaqcua había hecho afirmaciones respecto a la orientación sexual de su hermano. En ese caso, Passalacqua fue condenado al pago de 7 millones de pesos a la familia de Camiroaga, quien falleció en 2011.